# Flugplatz Fáskrúðsfjörður

i8
i11
i13
Der Flugplatz Fáskrúðsfjörður (IATA-Code: FAS, ICAO-Code: BIFF)  lag im Osten von Island.

## Geschichte
Der Flugplatz wurde 1958 ganz innen im Fjord für Krankentransportflüge mit einer Start- und Landebahn 430 × 30 m angelegt.
Das war derzeit notwendig, weil die Straßenverbindungen schlechter und im Winter zeitweise unmöglich waren.
Die Landebahn liegt nördlich der Mündung der Dalsá und östlich der Ringstraße .
Der Flugplatz kann nur von Osten durch den engen Fáskrúðsfjörður angeflogen werden, weil westlich die Berge bis auf über 1000 m ansteigen.
Die Landebahn wurde in zwei Stufen bis auf 800 m verlängert.
Jetzt hat sich die Straßenverbindung wesentlich, auch durch die Fáskrúðsfjarðargöng, verbessert.
Bis Anfang der 1980er Jahre unterhielt Arnarflug einen Linienflug nach Reykjavík.
Etwa um 2005 wurde der Flugplatz Fáskrúðsfjörður nicht mehr von der isländischen Flugverwaltung Isavia betrieben.